# Jenseits der Hügel
Jenseits der Hügel ist ein rumänisch-französisch-belgisches Filmdrama von Cristian Mungiu aus dem Jahr 2012. Die Geschichte basiert auf einer wahren Begebenheit.

## Handlung
Alina und Voichița  sind enge Freundinnen und zusammen im Waisenhaus aufgewachsen. Mit 19 Jahren kommt Alina in eine Pflegefamilie und wandert später nach Deutschland aus. Voichița  bleibt in Rumänien und tritt als Nonne in ein kleines, abgelegenes Kloster ein. Alina besucht ihre Freundin und versucht sie davon zu überzeugen, auch nach Deutschland zu kommen, aber diese will in Rumänien im Kloster bleiben. Alina gerät mit dem Pater und den anderen Nonnen aneinander und wird bald der Besessenheit verdächtigt. Sie stirbt an den Folgen eines durchgeführten Exorzismus.

## Hintergrundinformationen
Mungiu ließ sich bei seinem Drehbuch von zwei Sachbüchern der rumänischen BBC-Journalistin Tatiana Niculescu Bran inspirieren, die einen 2005 tödlich verlaufenden Exorzismus an der 23-Jährigen Maricica Cornici in Tanacu (Kreis Vaslui) dokumentiert hatte.

## Kritik
Jenseits der Hügel erhielt ein gutes Presseecho, was sich auch in den Auswertungen US-amerikanischer Aggregatoren widerspiegelt. So erfasst Rotten Tomatoes größtenteils positive Besprechungen und ordnet den Film dementsprechend als „Zertifiziert Frisch“ ein. Laut Metacritic fallen die Bewertungen im Mittel „Grundsätzlich Wohlwollend“ aus. Es folgen einige repräsentative Pressestimmen:

„Es ist ein hintergründiger und ernster Film aus einer Region, in der politische, sexuelle und religiöse Unterdrückung so erstickend sind wie die rußige Luft.“

„Mit seinen langen Einstellungen und dem bedächtigen Tempo ist Jenseits der Hügel anspruchsvoll, aber immer fesselnd, auch während des sich wiederholenden Mittelteils.“

## Auszeichnungen
Internationale Filmfestspiele von Cannes 2012
- Auszeichnung in der Kategorie Beste Darstellerin für Cristina Flutur und Cosmina Stratan
- Auszeichnung in der Kategorie Bestes Drehbuch für Cristian Mungiu

Chicago International Film Festival 2012
- Nominierung für den Gold Hugo für Cristian Mungiu

Europäischer Filmpreis 2012
- Auszeichnung in der Kategorie Bestes Drehbuch für Cristian Mungiu

Filmfest Hamburg
- Nominierung für den Art Cinema Award